# Thỏ đen Viên
Thỏ đen Viên (Noir de Vienne) là một giống thỏ có nguồn gốc từ thủ đô Viên của nước Áo. Chúng hình thành từ phép lai chéo giữa thỏ lam Viên và thỏ Alaska. Nó đã kết hợp lông thú màu đen đậm chất của thỏ Alaska với màu lam của thỏ Viên. Nó không phải là phổ biến. Các con thỏ Viên đen là không phổ biến ở Pháp

## Xuất xứ
Sau Thế chiến II, các nghiên cứu thị trường lông của thỏ màu da đen lớn, dẫn đến sự bất đồng giữa các nhà nhân giống thỏ Alaska mà không tạo ra một chiếc lông khoác tương tự như của con cáo Bắc Cực. Một số muốn chuyển sang sản xuất lông hoàn toàn đen khi phần lớn vẫn giữ được mục tiêu sinh sản của nó vào một màu đen cho mái tóc trắng phân bố đều.
Nhiều cuộc gọi được đưa ra trong các chuyên gia báo chí Đức để làm việc về việc tạo ra một giống kết hợp các kích thước và loại lông màu xanh và màu đen của thỏ Viên và tương tự của thỏ Alaska. Điều này sẽ nhanh chóng sinh ra giống thỏ đen Viên vào năm 1925. Kinh nghiệm thành công nhanh chóng, đặc biệt trong triển lãm Leipzig năm 1931. Các giống được công nhận tại Pháp từ năm 1984, nhưng vẫn còn phổ biến ở các quốc gia khác.

## Đặc điểm
Thỏ đen Viên là một con thỏ vừa có trọng lượng từ 3,5 đến 5,5 kg. Nó có một thân hình trụ với một hệ thống cơ nhỏ gọn và mạnh mẽ, rộng ở phía trước và phía sau. Dòng lưng ngang. Mạnh mẽ, đầu rộng của nó như được dán vào cơ thể. Chúng có hai tai mạnh mẽ và dài từ 11-13,5 cm. Một diềm cổ nhẹ có ở con cái. Mắt có màu nâu sẫm. Các lông rậm, dài và đủ rạng rỡ.
Chúng là vật nuôi nhạy cảm với các yếu tố ngoại cảnh (chốn trạy, sợ tiếng động), khả năng thích ứng với môi trường kém. Sống trong nhà chúng sẽ được an toàn hơn. Cần tránh tiếp xúc với các loài động vật khác, đặc biệt là chuột. Nếu ban ngày chúng ăn không hết thức ăn thì cần vét sạch máng, nếu thừa chuột sẽ lên ăn và cắn chết thỏ, nhất là thỏ con mới đẻ.
Dạ dày chúng co giãn tốt nhưng co bóp yếu. Nhiều con bị chứng sâu răng hành hạ và có vấn đề về tiêu hóa. Chúng cũng bị mắc một số bệnh như bại huyết, ghẻ, cầu trùng, viêm ruột, do ăn thức ăn sạch sẽ, không bị nấm mốc. Nếu thấy chúng có hiện tượng phân hôi, nhão sau đó lỏng dần thấm dính đét lông quanh hậu môn, kém ăn, lờ đờ uống nước nhiều đó là bệnh tiêu chảy. 

## Chăm sóc
Cho ăn cà rốt có thể khiến chúng bị sâu răng, cũng như gây nên những vấn đề về sức khỏe khác. Cà rốt và táo chứa nhiều đường thực vật, chỉ nên cho thỏ ăn những loại này ít. Chúng thích cam thảo nhưng nó lại không tốt bởi thỏ không thể tiêu hóa đường. Chúng thông thường không ăn rau củ có rễ, ngũ cốc hoặc trái cây, đặc biệt là rau diếp. Nên cho thỏ ăn cỏ, cải lá xanh đậm như bắp cải, cải xoăn, bông cải xanh.
Luôn có thức ăn xanh trong khi chăm sóc, lượng thức ăn xanh cho chúng luôn chiếm 90% tổng số thức ăn trong ngày. Có thể cho chúng ăn thêm thức ăn tinh bột, không được lạm dụng vì chúng sẽ dễ bị mắc bệnh về đường tiêu hóa dẫn đến chết. Nhiều người cho rằng thỏ không cần uống nước là sai. Thỏ chết không phải do uống nước hay ăn cỏ ướt mà vì uống phải nước bẩn và ăn rau bị nhiễm độc.